# Lajos Bíró
Lajos Bíró, rodným jménem Lajos Blau (22. srpna 1880 Oradea – 9. září 1948 Londýn), byl maďarský spisovatel, dramatik a scenárista, autor mnoha filmů od počátku 20. do konce 40. let 20. století.

## Životopis
Narodil se v rodině Petera Birö (Blau) a Rosiny, rozené Löflerové, v rakousko-uherském Nagyváradu (dnes Oradea, Rumunsko). Oženil se 17. března 1908 s Jolánou, rozenou Vésziovou (1888), se kterou měl dceru Veru Hollanderovou (1907).
Přestěhoval se do Spojeného království, kde pracoval jako vedoucí scenárista pro společnost London Film Productions, kterou vedl Alexander Korda. Zde spolupracoval na několika scénářích s Arthurem Wimperisem.
V roce 1929 byl nominován na Oscara za nejlepší původní scénář k filmu Poslední rozkaz, ale prohrál s Benem Hechtem, který byl nominován za scénář k filmu Podsvětí, což byla jediná další nominace v této kategorii.
Lajos Bíró zemřel v Londýně 9. září 1948 na infarkt, byl pohřben v severní části hřbitova Hampstead Cemetery v londýnské čtvrti West Hampstead.

## Dílo

### Romány
- A Serpolette (The Serpolette, 1914)
- A bazini zsidók (Evreii din bazin; 1921)

### Hry
- Szinmü négy felvon (Hotel Imperial) (1917)
- Gods and Kings, six one-act plays (English translation 1945)
- Șase piese Zei și Regi

### Filmografie (jako scenárista)
| The Prince and the Pauper, 1920        | The Ghost Train, 1933                 |
| A Vanished World, 1922                 | The Private Life of Henry VIII, 1933  |
| The House of Molitor, 1922             | The Private Life of Don Juan, 1934    |
| Tragedy in the House of Habsburg, 1924 | The Scarlet Pimpernel, 1934           |
| Forbidden Paradise, 1924               | Catherine the Great, 1934             |
| Eve's Secret, 1925                     | Sanders of the River, 1935            |
| A Modern Dubarry, 1927                 | The Ghost Goes West, 1935             |
| The Heart Thief, 1927                  | Rembrandt, 1936                       |
| The Way of All Flesh, 1927             | The Man Who Could Work Miracles, 1936 |
| Hotel Imperial, 1927                   | Dark Journey, 1937                    |
| Night Watch, 1928                      | Knight Without Armour, 1937           |
| The Haunted House, 1928                | The Divorce of Lady X, 1938           |
| Yellow Lily, 1928                      | The Drum, 1938                        |
| The Last Command, 1928                 | Flower of the Tisza, 1939             |
| Women Everywhere, 1930                 | The Four Feathers, 1939               |
| Michael and Mary, 1931                 | The Thief of Bagdad, 1940             |
| Service for Ladies, 1932               | Five Graves to Cairo, 1943            |
| The Faithful Heart, 1932               | A Royal Scandal, 1945,                |
| The Golden Anchor, 1932                | An Ideal Husband, 1947                |
| Strange Evidence, 1933                 |                                       |

### V češtině
- Syn – úvod František Sekanina; překlad Karel Šarlih; in: 1000 nejkrásnějších novel... č. 74. Praha: J. R. Vilímek, 1914
- Kateřina Veliká: anglický historický film Alexandra Kordy – napsali: Lajos Biro, Arthur Wimperis a Melchior Lengyel. Praha: Státní půjčovna filmů, 1940